# Jadwiga Piątkowska-Witkowska
Jadwiga Piątkowska-Witkowska (ur. ok. 1933, zm. 16 lipca 2022) – polska dziennikarka i spikerka telewizyjna związana z TVP. 
Była jedną z pierwszych spikerek Łódzkiego Ośrodka Telewizyjnego, jednocześnie będąc także modelką łódzkiego Domu Mody Telimena. W połowie lat 60. XX wieku rozpoczęła karierę spikerki telewizyjnej w Warszawie. Pod koniec lat 90. XX wieku pracowała w ośrodku TVP w Białymstoku, gdzie szkoliła dziennikarzy i prezenterów, jak zachowywać się przed kamerą, oraz uczyła dykcji. 
Razem z Markiem Gajewskim prowadziła koncert laureatów XVIII Festiwal Piosenki Radzieckiej w Zielonej Górze 82.
Zmarła po długiej chorobie 16 lipca 2022. Została pochowana w części rzymskokatolickiej Starego Cmentarza w Łodzi.